# Bolet de soca vellutat
El bolet de soca vellutat (Inonotus hispidus) és una espècie de fong de l'ordre dels himenoquetals (Hymenochaetales). Té un barret amb forma de mitja lluna. No és comestible a causa de la consistència de la seua carn.

## Morfologia

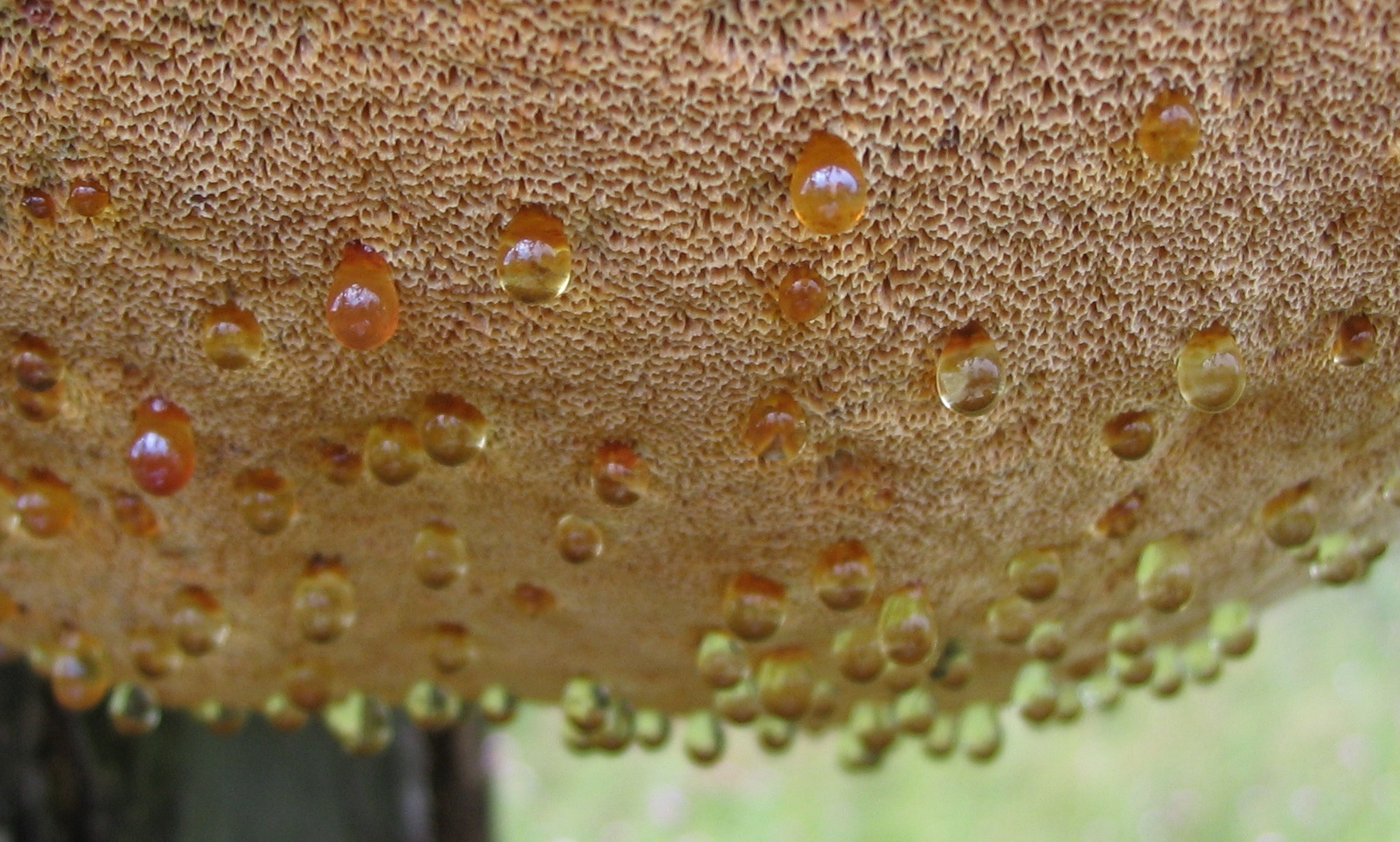
Gotes que traspua la part inferior del bolet de soca vellutat.

El barret té una amplada de fins a uns 20 cm, fins i tot més, i una profunditat d'uns 10 o 12 cm en els exemplars ben desenvolupats. Està unit directament a l'escorça del tronc sobre el qual viu, sense peu, generalment sobre esquerdes o ferides. La superfície és recoberta de pèls rígids i erectes en els exemplars joves, però amb el temps van caient i quan el bolet és vell ja no en té. Pren un color grogós o rosat que a mesura que passa el temps s'enfosqueix. Els exemplars més vells són gairebé negres, però en qualsevol moment el marge és sempre més clar que la resta. Sota el barret té tubs fins, d'uns 4 mm de llargada, amb els porus petits, grocs o vermellosos, que s'enfosqueixen al tacte. Carn esponjosa o dura, segons l'edat, de color groc o brunenc, que traspua gotes aquoses per la part inferior del bolet.

## Hàbitat
Des de darreries d'estiu sobre arbres molt diversos, tant forestals (alzines, roures, faigs...) com fruiters (pereres, pomeres, etc.), i en parcs i jardins (plàtans, robínies, etc.).

## Risc de confusió amb altres espècies
És possible confondre'l amb altres bolets de soca (Ganoderma, Fomitopsis, Phellinus, etc.) dels quals se separa fàcilment si s'observa un bolet jove i s'hi veuen els pèls rígids característics d'aquesta espècie.